# Иванов, Алексей Васильевич
Алексей Васильевич Иванов (род. 29 января 1974) — советский и российский хоккеист, нападающий.

## Биография
Воспитанник куйбышевского хоккея. Играл за команды «Кварц» Бор (1991/92), «Торпедо» Нижний Новгород (1991/92 — 1993/94, 1995/96, 1997/98, 2001/02 — 2002/03), «Торпедо-2» НН (1992/93 — 1993/94, 1995/96, 1997/98), «Прогресс» Глазов (1994/95), «Мотор» Заволжье (1996/97 — 2000/01), «Липецк» (1999/2000).
Детский тренер в самарских школах «Комета» (2021—2024), ЦСК ВВС (с 2024).